# Alineador
Los alineadores son programas cuya función es el proceso denominado alineación, y que puede definirse como "encontrar correspondencias, en corpus paralelos bilingües, entre segmentos textuales cuya traducción es equivalente" tal y como lo definió Olivier Kraif. El principal fin de los alineadores es crear o alimentar las memorias de traducción. Estas herramientas normalmente se hallan integradas en los sistemas de traducción asistida.
Hay que destacar que la alineación no tiene por qué ser solo bilingüe, pues el corpus paralelo puede conllevar más de dos lenguas. En caso de que sea un corpus bilingüe, el texto resultante de la alineación, por lo tanto, sería un bitexto, de acuerdo con la terminología acuñada por Brian Harris. Por otra parte, es importante saber el nivel de paralelismo puede variar, ya que puede ir de la correspondencia en el nivel del texto a la correspondencia en el nivel de la palabra.

## Investigadores
Dentro del campo de la alineación encontramos a diversos investigadores muy relevantes tales como Federico Zanettin , Jean Véronis, Mona Baker, Olga Nádvorníková.
Dentro del panorama hispano actual podemos encontrar figuras tales como Álvarez Lugrís, Gómez Guinovart, Serón Ordóñez, Zubillaga Sanz, Uribarri y Molés-Cases, abordando cuestiones sobre la problemática que plantea la alineación de corpus paralelos bilingües o multilingües de cierta extensión. 

## Usos
En lo que respecta a la utilidad de los corpus alineados, una de las más evidentes es la aplicación directa a la traducción. Pero además, cuenta con infinidad de usos desde el aprendizaje de idiomas y la lingüística contrastiva hasta la traductología (estudios de traducción), tanto teóricos como descriptivos y de investigación en didáctica de la traducción, pasando por la traducción asistida por ordenador, con la compilación de memorias de traducción como máximo exponente. Su aportación a la lexicografía tampoco deja de ser desdeñable, ya que encuentra aplicaciones para la lexicografía y terminología multilingües y para la elaboración de listas terminológicas. 

## Métodos
- Manualmente: Suele hacerse empleando una hoja de excel. Procedimiento realmente duro ya que todo tiene que ser manual y si el texto es muy largo puede llegar a ser muy tedioso.
- Herramientas incluidas en paquetes de Memorias de traducción: algunas de las más relevantes son WinAlign(Trados), Déjà Vu(Atril), +Aling (Wordfast).
- Sistemas de código abierto: LF aligner, Bitext2mx, etc.

## Herramientas

### WinAlign
Es un módulo de análisis del paquete de herramientas Trados. Permite cotejar textos paralelos, presentándolos en columnas que utilizan marcas textuales (párrafos, oraciones y palabras) para equipararlos. El programa propone una serie de alineaciones que el usuario debe ir validando de forma manual. Cuando los segmentos del texto original se han unido con la traducción correspondiente, éstos se exportan en archivos. 

### Déjà Vu
Es una herramienta de la empresa Atril , por ende de pago, que se caracteriza por elaborar y almacenar un archivo de memoria de traducción, permite la creación del lexicón (glosario que incluye el término y su traducción, que se forma a medida que vamos traduciendo el texto origen), da la opción de crear una terminología de manera automática, incluyendo el término original, su traducción y el contexto en el que aparece.
Durante el proceso de traducción, ofrece distintas opciones que agilizan el trabajo, como ejemplo, la opción de “auto propagación” (sustituye automáticamente las coincidencias que encuentre en el texto) o la posibilidad de enlazar nuestra traducción con Google translator toolkit de manera automática.

### LF Aligner
Es un programa gratuito que sirve para alinear automáticamente textos traducidos con sus respectivos originales y crear una memoria de traducción en el estándar TMX con los resultados obtenidos.

### Bitext2tmx
Es un alineador de bitextos multiplataforma que sirve para segmentar y alinear las frases traducidas correspondientes de dos ficheros de texto y generar una memoria de traducción para usarla en programas de traducción asistida; en particular puede utilizarse con buenos resultados con programas como OmegaT. Este un sistema de código abierto que sólo lee el formato TXT.

## Ventajas
La principal ventaja es la posibilidad de acortar de forma considerable el tiempo dedicado a traducciones futuras si tenemos una memoria de traducción bien alimentada. Otro pro frente a la traducción automática se da a la hora de traducir refranes o frases hechas, los traductores automáticos traducen palabra por palabra y eso hace que se obtenga un resultado poco fiable o sin sentido. No obstante, si en nuestra memoria de traducción tenemos alineados textos en los que aparece dicho refrán o frase hecha, obtendremos resultados óptimos debido a la alineación que se había hecho previamente. Cuanto más amplia sea la “cartera” de textos paralelos de un traductor, mejores serán los resultados de la alineación de texto.

## Debate
Es un trabajo muy laborioso del cual es muy fácil no sacar el fruto necesario para las horas invertidas hayan valido la pena.
Para alinear contamos con diversas herramientas pero siempre hay que revisarlas y corregir de forma manual, a veces puede que los textos no sean totalmente paralelos y esto puede resultar un problema, ya que para que sea de verdad utilidad la memoria de traducción debe de ser de calidad y fácilmente trasladable a traducciones similares.
Por ello, antes de lanzarse a la piscina de la alineación es conveniente estar bien informado y barajar diferentes opciones para saber si esta es la más indicada.